# Franc ruandès
El franc ruandès (en kinyarwanda Ifaranga, en francès i en anglès franc) és la unitat monetària de Ruanda. El codi ISO 4217 és RWF i l'abreviació és Frw. Tradicionalment s'ha dividit en 100 cèntims (senti / centimes / cents), però actualment ja no s'usa la moneda fraccionària.
El franc va esdevenir la moneda de Ruanda el 1916, quan Bèlgica va ocupar l'antiga colònia alemanya i va substituir la rupia de l'Àfrica Oriental Alemanya pel franc del Congo Belga. Ruanda va utilitzar la moneda del Congo Belga fins al 1960, en què va començar a emetre els seus propis francs.
Emès pel Banc Nacional de Ruanda (Banki Nasiyonali y'u Rwanda / Banque Nationale du Rwanda / National Bank of Rwanda), en circulen bitllets de 5.000, 2.000, 1.000, 500 i 100 francs, i monedes de 100, 50, 20, 10, 5 i 1 francs.

## Taxes de canvi
- 1 EUR = 1.019,08 RWF (30 d'agost del 2019)
- 1 USD = 912,928 RWF (30 d'agost del 2019)